# Korsfjärden (vid Strömsö, Raseborg)
Korsfjärden är en fjärd i Finland. Den ligger i landskapet Nyland, i den södra delen av landet, 70 km väster om huvudstaden Helsingfors.